# Wendelsgraben
Der Wendelsgraben ist ein linker, periodischer Zufluss des Aubachs im Landkreis Miltenberg im bayerischen Spessart.

## Geographie

### Verlauf
Der Wendelsgraben entspringt im Waldgebiet der Wendelshöhe, östlich von Streit. Er verläuft in östliche Richtung, verlässt den Wald und unterquert die Staatsstraße 2442. Zwischen der Braunwarthsmühle und Eschau mündet der Wendelsgraben in den Aubach.

### Flusssystem Elsava
- Fließgewässer im Flusssystem Elsava

## Einzelnachweise

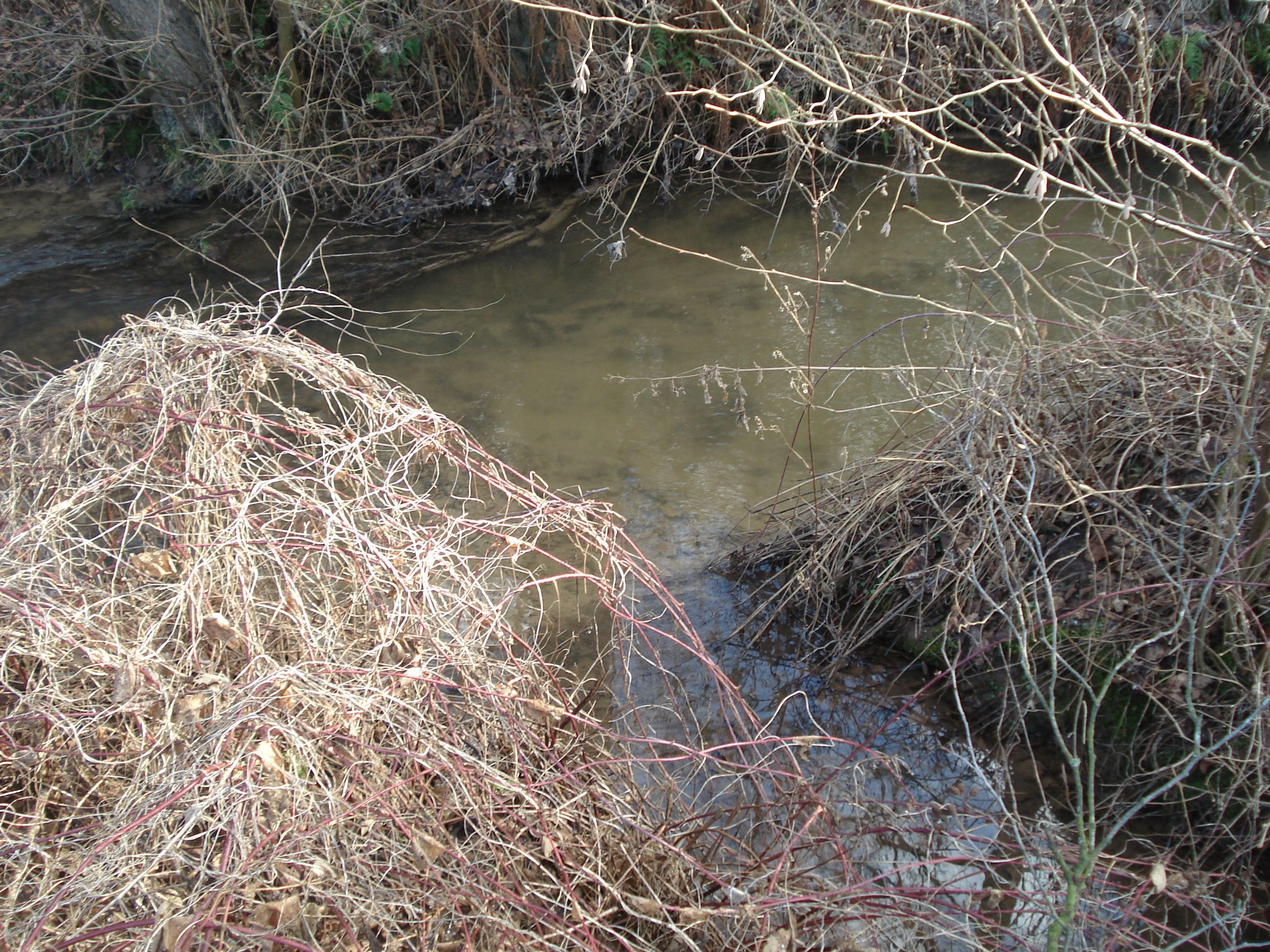
Der Wendelsgraben (vorne) mündet in den Aubach